# Alma em Suplício
Mildred Pierce (bra/prt: Alma em Suplício) é um filme noir estadunidense de 1945, dos gêneros drama criminal e suspense, dirigido por Michael Curtiz, e estrelado por Joan Crawford, Jack Carson e Zachary Scott. O roteiro de Ranald MacDougall foi baseado no romance homônimo de 1941, de James M. Cain.
Este foi o primeiro papel principal de Crawford para a Warner Bros. depois de sua saída da Metro-Goldwyn-Mayer, e ela ganhou o Oscar de melhor atriz por sua interpretação.
Em 1996, "Mildred Pierce" foi selecionado para preservação no National Film Registry, seleção filmográfica da Biblioteca do Congresso dos Estados Unidos, como sendo "culturalmente, historicamente ou esteticamente significativo".

## Sinopse
Monte Beragon (Zachary Scott), o segundo marido de Mildred Pierce (Joan Crawford), é assassinado com um tiro. Antes de morrer, ele murmura o nome de sua esposa, o que faz os policiais levarem a crer que a mulher é a assassina. No entanto, Bert Pierce (Bruce Bennett), o primeiro marido de Pierce, confessa ser o verdadeiro criminoso. Mildred diz que ele é muito gentil para matar alguém, e começa a revelar toda sua história para um policial em um flashback.

## Elenco
- Joan Crawford como Mildred Pierce Beragon
- Jack Carson como Wally Fay
- Zachary Scott como Monte Beragon
- Eve Arden como Ida Corwin
- Ann Blyth como Veda Pierce Forrester
- Bruce Bennett como Albert Pierce (Bert)
- Lee Patrick como Sra. Maggie Biederhof
- Moroni Olsen como Inspetor Peterson
- Veda Ann Borg como Miriam Ellis
- Jo Ann Marlowe como Kay Pierce
- Butterly McQueen como Lottie

## Comparações
Embora James M. Cain fosse frequentemente rotulado de "escritor policial obstinado", seu romance "Mildred Pierce" (1941) foi um trabalho principalmente psicológico, com pouca violência. A adaptação, lançada quatro anos depois, foi pensada como um suspense, então um assassinato foi introduzido na trama.
O romance se estende por nove anos (de 1931 a 1940), enquanto o filme se passa de 1939 a 1940 e se estende por apenas quatro anos. Seus personagens não envelhecem como consequência dessa alteração. A aparência física de Mildred não muda, embora seus trajes fiquem mais elegantes à medida que seu negócio cresce. A idade de Veda altera de seus 13 aos seus 17 anos. Mildred é mais uma magnata no filme; seus restaurantes são lugares glamorosos e ela é dona de uma rede inteira (Mildred's) em vez das três unidades do romance. A malvada e mimada Veda, que é prodigiosamente talentosa e brilhantemente tortuosa no romance, é um pouco menos formidável no filme. Todas as referências à era da Grande Depressão e da Lei Seca, importantes no romance, ficaram ausentes no roteiro.
O enredo foi simplificado e o número de personagens reduzido. O treinamento e o sucesso de Veda como cantora (incluindo sua performance no Hollywood Bowl) foram descartados do filme e seus professores de música foram mencionados apenas de passagem. Lucy Gessler, personagem-chave do romance e boa amiga de Mildred, foi eliminada. Na adaptação cinematográfica, Ida, a chefe de Mildred no restaurante onde ela trabalha como garçonete, possui muito da personalidade de Gessler.
Monte não morre no romance e a pessoa que o assassinou nunca vai para a cadeia. A parte do assassinato da história foi inventada pelos cineastas porque o código de censura da época exigia que os malfeitores fossem punidos por seus crimes. A minissérie da HBO de 2011, "Mildred Pierce", segue o romance com mais fidelidade nesses quesitos.

## Produção
O título de produção do filme foi "House on the Sand"; e as filmagens começaram em 7 de dezembro de 1944. Ralph Bellamy, Donald Woods e George Coulouris foram considerados para o papel de Bert, enquanto Bonita Granville, Virginia Weidler e Martha Vickers foram consideradas para o papel de Veda. As cenas do filme foram filmadas em Glendale e Malibu, ambas na Califórnia. Por causa das restrições do tempo de guerra, uma permissão teve que ser concedida pela Marinha dos Estados Unidos para que as cenas pudessem ser gravadas em Malibu.
Em 1942, dois anos antes, Joan Crawford havia sido libertada de seu contrato com a Metro-Goldwyn-Mayer devido a um acordo mútuo. Crawford fez campanha para o papel principal em Mildred Pierce, que a maioria das atrizes não queria por causa da idade implícita como mãe de uma filha adolescente. A Warner Bros. e o diretor Michael Curtiz originalmente queriam que Bette Davis interpretasse o papel-título, mas ela recusou. Curtiz não queria que Crawford fizesse o papel. Ele fez campanha para que Barbara Stanwyck fosse escalada, mas ela estava trabalhando em "My Reputation" (1946) na época. Quando soube que Stanwyck não seria escalada, ele tentou recrutar Olivia de Havilland ou Joan Fontaine para interpretar Mildred, mas ambas ainda estavam na casa dos 20 anos. Ele finalmente aprovou a escalação de Crawford depois de ver o teste da atriz. Mesmo assim, Curtiz e Crawford frequentemente se desentendiam no set, com o produtor Jerry Wald atuando como o apaziguador.

## Recepção
As críticas contemporâneas elogiaram o desempenho de Crawford, mas tiveram opiniões divergentes sobre outros aspectos do filme. Uma crítica no The New York Times afirmou que, embora Crawford tenha dado "uma caracterização sincera e geralmente eficaz", o filme "carece da força motriz de um drama estimulante", e "não parecia razoável que uma pessoa sensata como Mildred Pierce, que constrói uma rede de restaurantes fabulosamente bem-sucedida com praticamente nada, poderia ser tão completamente dominada por uma filha egoísta e gananciosa, que soletra problemas com letras maiúsculas".
William Brogdon, da revista Variety, gostou do filme, especialmente do roteiro, e escreveu:
"À primeira vista, o romance de James M. Cain com o mesmo título pode não sugerir material passível de cinema, mas o trabalho resultou em um recurso de classe, Produzido de forma espetacular por Jerry Wald e dirigido de forma reveladora por Michael Curtiz ... Os dramas são pesados, mas tão habilmente tratados que nunca enjoam. Joan Crawford atinge o auge de sua carreira de atriz neste filme. Ann Blyth, como a filha, pontua dramaticamente em sua primeira atribuição genuína de atuação. Zachary Scott aproveita ao máximo seu personagem, uma atuação talentosa".
O jornal Harrison's Reports escreveu que Crawford teve uma "boa atuação", mas a história "carece de convicção e as principais caracterizações são exageradas. Por exemplo, o ódio da filha pela mãe não tem fundamento lógico, e consequentemente, enfraquece a história".
John McCarten, do The New Yorker, escreveu:
"Certamente, apesar de sua duração excessiva – leva quase duas horas – Mildred Pierce contém emoção suficiente para sacudir até mesmo o espectador mais letárgico ... é agradável relatar que Srta. Crawford não é mais tão frenética quanto antes. Apesar de todos os tipos de chances de enlouquecer como uma mãe Caim, a Srta. Crawford permanece moderada e razoável, como a maioria do resto de um elenco altamente competente".
Em uma crítica de 2005, Jeremiah Kipp, da Slant Magazine, deu ao filme uma crítica mista:
"Mildred Pierce é um lixo melodramático, construído como um confiável cavalo de batalha Aristotélico, onde os personagens plantaram as sementes de sua própria destruição no primeiro ato, apenas para ter revelações dolorosas no clímax. Dirigido pelo favorito do estúdio Michael Curtiz no modo expressionista alemão, que não combina com as praias e a luz do sol da Califórnia, mas dá o tom sombrio do filme noir doméstico, e com trilha sonora feita por Max Steiner com um alarde sensacional que é estimulante mesmo quando não combina com o clima mais quieto e pensativo das cenas individuais, Mildred Pierce é executado profissionalmente e se move em um clipe rápido".
Em 1978, a historiadora June Sochen argumentou que o filme está na interseção dos gêneros "chorão" e "mulher independente" dos anos 1930 e 1940, e acentua o terreno comum dos dois: as mulheres devem ser submissas, viver através dos outros e permanecer em casa.
No Rotten Tomatoes, site agregador de críticas, 87% das 46 críticas do filme são positivas, com uma classificação média de 8.1/10. O consenso dos críticos do site diz: "Unidos por uma performance poderosa de Joan Crawford, Mildred Pierce mistura noir e drama social para um efeito inebriante".

### Bilheteria
O filme foi um sucesso de bilheteria. De acordo com os registros da Warner Bros., o filme arrecadou US$ 3.483.000 nacionalmente e US$ 2.155.000 no exterior, totalizando US$ 5.638.000 mundialmente. O retorno lucrativo da produção foi de US$ 4.185.000.

## Prêmios e homenagens
| Ano  | Cerimônia                                  | Categoria                | Indicado                         | Resultado   |
| ---- | ------------------------------------------ | ------------------------ | -------------------------------- | ----------- |
| 1945 | National Board of Review                   | Melhor atriz             | Joan Crawford                    | Venceu      |
| 1946 | Associação de Críticos de Nova Iorque      | Melhor atriz             | Joan Crawford                    | Indicado    |
| 1946 | Oscar                                      | Melhor filme             | Jerry Wald (para a Warner Bros.) | Indicado    |
| 1946 | Oscar                                      | Melhor atriz             | Joan Crawford                    | Venceu      |
| 1946 | Oscar                                      | Melhor atriz coadjuvante | Ann BlythEve Arden               | Indicado    |
| 1946 | Oscar                                      | Melhor roteiro           | Ranald MacDougall                | Indicado    |
| 1946 | Oscar                                      | Melhor fotografia        | Ernest Haller                    | Indicado    |
| 1996 | Biblioteca do Congresso dos Estados Unidos | National Film Registry   | National Film Registry           | Introduzido |

O filme foi reconhecido pelo Instituto Americano de Cinema nas seguintes listas:
- 2003: 100 Anos...100 Heróis e Vilões
  - Veda Pierce – Vilã (Indicada)
- 2005: 100 Anos...100 Citações – Indicado
  - "Pessoalmente, Veda me convenceu de que os crocodilos têm a ideia certa.  Eles comem seus filhotes".
- 2007: 10 Anos...100 Filmes (edição de 10.º aniversário) – Indicado

## Adaptações
Uma minissérie homônima de televisão de cinco partes estreou na HBO em março de 2011, estrelada por Kate Winslet como Mildred, Guy Pearce como Beragon, Evan Rachel Wood como Veda e Mare Winningham como Ida. Atrizes diferentes retratam Veda em diferentes idades, ao contrário de Ann Blyth sozinha no filme de 1945. O personagem Wally Fay do filme foi renomeado de volta para Wally Burgan, como no romance, e é interpretado por James LeGros. O elenco também inclui Melissa Leo como a vizinha e amiga de Mildred, Lucy Gessler, personagem não-existente na versão de Crawford. O filme é contado em ordem cronológica, sem flashbacks ou narração, e elimina a subtrama de assassinato que foi adicionada na versão de 1945.

## Na cultura popular

### Em filmes
O filme "Mommie Dearest" (1981) menciona o teste de Crawford (interpretada por Faye Dunaway) para o papel, uma cena de ensaio em sua casa para o filme, uma representação dela em casa durante a transmissão de rádio do Oscar anunciando os vencedores de 1945, e seu discurso de aceitação do prêmio na porta de sua casa para uma equipe de repórteres.

### Na televisão
Em 1976, o nono episódio da décima temporada de "The Carol Burnett Show" apresentou uma paródia do filme chamada "Mildred Fierce", com Carol Burnett como Mildred, Vicki Lawrence como Veda e Harvey Korman como Monte.
No terceiro episódio da primeira temporada de "The Deuce", "The Principle Is All", Darlene assiste "Mildred Pierce" com um de seus frequentadores.

### Em músicas
A oitava faixa do álbum "Goo" (1990), da banda de rock alternativo Sonic Youth, é uma música instrumental intitulada "Mildred Pierce".

### Outros
O restaurante Mildred's Big City Food, localizado em Gainesville, Flórida, recebeu o nome da personagem-título do filme.

## Mídia doméstica
"Mildred Pierce" está disponível em DVD para a Região 2 em uma edição de disco único que inclui um documentário de 86 minutos sobre a carreira e a vida pessoal de Joan Crawford. O documentário apresenta contribuições de outros atores e diretores, incluindo Diane Baker, Betsy Palmer, Anna Lee, Anita Page, Cliff Robertson, Virginia Grey, Dickie Moore, Norma Shearer, Ben Cooper, Margaret O'Brien, Judy Geeson e Vincent Sherman. "Mildred Pierce" também está incluído em outro DVD para a Região 2, uma coleção dos filmes de Crawford, com "Grande Hotel" (1932), "Humoresque" (1946), "Possessed" (1947) e "The Damned Don't Cry" (1950).
A edição para a Região 1 é um disco único com o documentário "Joan Crawford: The Ultimate Movie Star" e uma série de trailers do filme também incluídos.
"Mildred Pierce" está disponível em DVD e Blu-ray pela The Criterion Collection para as Regiões 1 e 2 em uma edição especial que inclui uma série de recursos, incluindo documentários, uma sessão de perguntas e respostas de 2006 com a atriz Ann Blyth, uma conversa sobre o filme entre os críticos Molly Haskell e Robert Polito, um trecho de "The David Frost Show" com Joan Crawford, um livreto com um ensaio da crítica de cinema Imogen Sara Smith, e muito mais.
Foi lançado em 4K UHD em 7 de março de 2023, também pela The Criterion Collection.

### Áudio de streaming
- Mildred Pierce no Lux Radio Theater: 6 de junho de 1949
- Mildred Pierce no Lux Radio Theater: 14 de junho de 1954